# Zinentiendo
Zinentiendo es una muestra de cine dedicado a la proyección de obras cinematográficas con temática lésbica, gay, transexual, bisexual, queer e intersexual que organiza en Aragón, España. La primera edición tuvo lugar en junio de 2005. Es organizada por el Colectivo Towanda. 
Desde su creación, Zinentiendo ha presentado 50 películas, 120 documentales y 200 cortometrajes, y con una participación de unos 20 000 espectadores. Además de la muestra de películas, documentales y materiales fílmicos, la muestra incluye actuaciones teatrales, mesas redondas y presentaciones diversas. Las actividades de esta muestra han llegado a 40 instituciones culturales, 20 localidades españolas y 15 salas de proyección.
En 2021 se montó en el Centro de Historias de Zaragoza una exposición titulada «QuinZE años entendiendo el cine de otra manera», dedicada a compendiar la historia del festival. Con la pandemia de COVID-19 en España, el 40% del festival se realizó de manera digital.